# Stephanocyathus crassus
Stephanocyathus crassus är en korallart som först beskrevs av Claude Jourdan 1895.  Stephanocyathus crassus ingår i släktet Stephanocyathus och familjen Caryophylliidae. Inga underarter finns listade i Catalogue of Life.